# Zessingen

Zessingen in Luxemburg-Stadt

Zessingen (luxemburgisch Zéissengⓘ; französisch Cessange) ist ein Viertel im Südwesten der  Stadt Luxemburg.

## Geographie
Mit einer Fläche von 658 ha, wovon jedoch nur 70 ha als Bauland genutzt werden, formt Zessingen rund 14 Prozent der Gesamtfläche der Stadt Luxemburg und ist somit eines der größten Viertel der Hauptstadt. Es wird von der Zéissenger Baach durchquert. Seinen über 4.500 Einwohnern stehen eine Grundschule, ein Kindergarten, eine Kirche sowie ein Kulturzentrum und das Sportzentrum Boy Konen zur Verfügung.

## Bevölkerung
In Zessingen wohnten Ende 2020 4.658 Einwohner, von denen 34,93 % die luxemburgische Nationalität besaßen.
| Rang | Nationalität           | Einwohner |
| ---- | ---------------------- | --------- |
| 1    | Luxemburg              | 1.627     |
| 2    | Frankreich             | 958       |
| 3    | Italien                | 295       |
| 4    | Portugal               | 287       |
| 5    | Belgien                | 205       |
| 6    | Deutschland            | 127       |
| 7    | Rumänien               | 102       |
| 8    | Spanien                | 96        |
| 9    | Griechenland           | 76        |
| 10   | Vereinigtes Königreich | 60        |
|      | Polen                  | 60        |
| 12   | Indien                 | 40        |
| 13   | Volksrepublik China    | 39        |
| 14   | Russland               | 33        |
| 15   | Schweden               | 32        |
|      | Andere Nationalitäten  | 621       |

## Zessinger Kirche
Am 6. Mai 1968 wurde in Zessingen der Grundstein für den Bau einer neuen Kirche gelegt, die die alte, aus der Jahrhundertwende stammende Kirche ersetzen sollte. Am 18. September 1971 wurden die drei Glocken dieses modernen Gotteshauses, das den Neuerungen des Zweiten Vatikanischen Konzils gerecht werden sollte, geweiht. Am 12. März 1972 wurde die Kirche, die nach den Plänen des Architekten Remy Isola entstand und bis zu 400 Personen Platz bietet, schließlich vom Bischof Jean Hengen eingeweiht.
Der Altar, das Tabernakel, das Lesepult und das Taufbecken stammen von Charles Kohl.